# 郝靈荃
郝靈荃（？—？），唐朝人。郝靈荃官至大武军（山西省代县北）的小将（子将）。突厥默啜可汗自武则天时经常骚扰边境，開元四年（716年），郝靈荃奉命出使突厥，颉质略殺默啜可汗，將默啜首級贈之。靈荃回長安後，悬其首于广街，“自謂有不世之功”，以求賞賜。當時宰相宋璟僅求文治，故意冷落好戰者，刻意延遲其升賞，靈荃苦等一年，只升授一級，轉為「郎將」。靈荃恸哭而死。